# Orbulinelloides
Orbulinelloides es un género de foraminífero bentónico de la subfamilia Thurammininae, de la familia Saccamminidae, de la superfamilia Saccamminoidea, del suborden Saccamminina y del orden Astrorhizida. Su especie tipo es Orbulinoides agglutinatus. Su rango cronoestratigráfico abarca el Holoceno.

## Discusión
Clasificaciones previas incluían Orbulinelloides en la superfamilia Astrorhizoidea, así como en el suborden Textulariina del orden Textulariida.

## Clasificación
Orbulinelloides incluye a las siguientes especies:
- Orbulinelloides agglutinatus
- Orbulinelloides arabicus